# Список эпизодов телесериала «Хемлок Гроув»
Список эпизодов американской сверхъестественной драмы с элементами ужасов «Хемлок Гроув» телеканала Netflix. Телесериал разработан Брайаном МакГриви и Ли Шипманом, исполнительным продюсером является Элай Рот.

## Обзор сезонов
| Сезон | Серии | Серии | Даты показа     | Даты показа     |
| ----- | ----- | ----- | --------------- | --------------- |
| 1     | 13    | 13    | 19 апреля 2013  | 19 апреля 2013  |
| 2     | 10    | 10    | 11 июля 2014    | 11 июля 2014    |
| 3     | 10    | 10    | 23 октября 2015 | 23 октября 2015 |

## Список эпизодов

### Сезон 1 (2013)
| № общий | № в сезоне | Название                                                  | Режиссёр       | Автор сценария                | Дата премьеры  |
| --- | ---------- | --------------------------------------------------------- | -------------- | ----------------------------- | -------------- |
| 1 | 1          | «Медуза в небе» «Jellyfish in the Sky»                    | Элай Рот       | Брайан МакГриви и Ли Шипман   | 19 апреля 2013 |
| Жестоко убита местная девушка, которую по всей видимости растерзал дикий зверь. Подозрение падает на Питера Руманчека — цыгана, который недавно приехал в город. Кристина знакомится с Питером и начинает подозревать, что он оборотень.                          |            |                                                           |                |                               |                |
| 2 | 2          | «Ангел» «The Angel»                                       | Деран Сарафян  | Брайан МакГриви и Ли Шипман   | 19 апреля 2013 |
| Питер сталкивается с Ро́маном на месте преступления, и выясняется, что у них одна цель: выяснить правду. Лита говорит родителям что беременна от ангела. Оливия и Норман возвращаются к своим старым привычкам.                                                    |            |                                                           |                |                               |                |
| 3 | 3          | «Орден Дракона» «The Order of the Dragon»                 | Деран Сарафян  | Брайан МакГриви и Ли Шипман   | 19 апреля 2013 |
| Кристина находит в лесу новую растерзанную жертву, а шериф Суорн получает неожиданную помощь от доктора Клементины Шассо. Питер, который теперь официально является подозреваемым, присоединяется к Роману в поисках настоящего убийцы.                           |            |                                                           |                |                               |                |
| 4 | 4          | «В плохом вкусе» «In Poor Taste»                          | Дэвид Семел    | Шейла Каллахан                | 19 апреля 2013 |
| Лите начинает нравиться Питер. Тем временем шериф Суорн и Клементина Шассо получают новую информацию в расследовании, но Питер и Роман на шаг опережают их. |            |                                                           |                |                               |                |
| 5 | 5          | «Привет, красавчик» «Hello, Handsome»                     | Дэвид Семел    | Марк Вериден                  | 19 апреля 2013 |
| Открывается участие доктора Прайса в жизни Шелли Годфри. Дестини помогает Питеру понять недавнее убийство, а приём в башне Годфри принимает ужасный оборот. |            |                                                           |                |                               |                |
| 6 | 6          | «Суровое испытание» «The Crucible»                        | Деран Сарафян  | Дэн Пейдж                     | 19 апреля 2013 |
| Питер и Роман отправляются на заброшенный сталелитейный завод Годфри по следам убитой Лизы Уиллоби, где находят недостающую часть мозаики, но, похоже, всё же что-то теряют. А свидание Кристины проходит ужасно.                                                 |            |                                                           |                |                               |                |
| 7 | 7          | «Мера беспорядка» «Measure of Disorder»                   | Деран Сарафян  | Брайан МакГриви и Ли Шипман   | 19 апреля 2013 |
| Шелли пытается стать независимой от матери. Клементина Шассо допрашивает Романа, но затем сталкивается с Оливией. Питер и Роман серьёзно ссорятся, что заставляет Романа пойти на неожиданные поступки. Лита и Питер становятся близки.                           |            |                                                           |                |                               |                |
| 8 | 8          | «Сошествие в ад» «Catabasis»                              | Дэвид Стрейтон | Брайан МакГриви и Ли Шипман   | 19 апреля 2013 |
| После того, как Роман в пьяном состоянии вламывается в Институт Годфри и попадает в ловушку доктора Прайса, он впадает в кому и совершает, с неожиданной помощью Шелли, удивительное путешествие во сне, узнавая шокирующую правду.                               |            |                                                           |                |                               |                |
| 9 | 9          | «Без чего может жить Питер» «What Peter Can Live Without» | Дэвид Стрейтон | Рэйф Джудкинс и Лорен ЛеФранк | 19 апреля 2013 |
| Накануне полнолуния родители Литы узнают о её отношениях с Питером. Шассо, несмотря на кризис веры, решает поймать убийцу. |            |                                                           |                |                               |                |
| 10 | 10         | «Чего хочет Господь» «What God Wants»                     | Ти Джей Скотт  | Дэн Пейдж                     | 19 апреля 2013 |
| Роман выходит из комы и присоединяется к Питеру в новой попытке остановить убийцу, в то время как доктор Шассо пытается поступать правильно. Но все идёт не так, как задумано. А новое полнолуние приносит в Хемлок Гроув всё больше ужаса и боли.                |            |                                                           |                |                               |                |
| 11 | 11         | «Цена» «The Price»                                        | Ти Джей Скотт  | Марк Вериден                  | 19 апреля 2013 |
| Питер и его мать пытаются спастись от линчевателей, которые считают Питера убийцей. Норман помогает ребятам спасти Питера, а Роману приходится вновь применить силы. Кристина пропадает, а Роман наконец начинает понимать правду о своей природе.                |            |                                                           |                |                               |                |
| 12 | 12         | «Дети ночи» «Children of the Night»                       | Деран Сарафян  | Брайан МакГриви и Ли Шипман   | 19 апреля 2013 |
| История доктора Шассо заканчивается на сталелитейном заводе, Шелли узнаёт о гибели своей единственной подруги, а Роман и Питер понимают, кто причина всех смертей. Шелли спасает Романа, Литу и Питера. Шериф Суорн стреляет в Шелли, и она вынуждена скрываться. |            |                                                           |                |                               |                |
| 13 | 13         | «Рождение» «Birth»                                        | Деран Сарафян  | Брайан МакГриви и Ли Шипман   | 19 апреля 2013 |
| Лита едет рожать в «башню Годфри» и умирает при родах, а Роман узнаёт правду о себе и своей семье. Питер и Линда Руманчеки уезжают из Хемлок Гроув. Всё произошедшее оставляет семейства Годфри и Руманчек опустошёнными, но настоящий ужас ещё только наступает. |            |                                                           |                |                               |                |

### Сезон 2 (2014)
| № общий | № в сезоне | Название                                                                | Режиссёр          | Автор сценария    | Дата премьеры |
| --- | ---------- | ----------------------------------------------------------------------- | ----------------- | ----------------- | ------------- |
| 14 | 1          | «Кровяное давление» «Blood Pressure»                                    | Спенсер Сассер    | Ивэн Дански       | 11 июля 2014  |
| Линда Руманчек арестована и чтобы собрать денег на оплату адвоката, Питер возвращается в Хэмлок Гроув. Роман, пытающийся бороться со своей сущностью, отказывает ему в помощи и Питеру приходится пойти на рискованную сделку с наркоторговцами. Оливия Годфри проходит долгую реабилитацию после нанесенных ей сыном травм. А в городе снова происходят странные смерти. |            |                                                                         |                   |                   |               |
| 15 | 2          | «Потерянная сестричка» «Gone Sis»                                       | Винченцо Натали   | Дженнифер Хейли   | 11 июля 2014  |
| Питер и Роман независимо друг от друга знакомятся с попавшей в аварию Мирандой Кейтс. Мари Годфри собирается подать в суд на компанию "Годфри" из-за смерти дочери, а Оливия пытается наладить отношения с сыном. |            |                                                                         |                   |                   |               |
| 16 | 3          | «Луна Реа» «Luna Rea»                                                   | Питер Корнуэлл    | Питер Блейк       | 11 июля 2014  |
| В город возвращается Шелли Годфри. Питеру и Роману продолжают сниться одинаковые сны об убийствах в Хэмлок Гроув, которые оказываются пророческими. Питер подозревает, что в городе появился серийный убийца в маске. Мари выводит Оливию из себя. Отношения Питера и Миранды переходят на новый уровень. В город прибывает новый шериф - Майкл Шассо, брат Клементины.   |            |                                                                         |                   |                   |               |
| 17 | 4          | «Телесные жидкости» «Bodily Fluids»                                     | Флория Сигизмонди | Дэвид Пол Фрэнсис | 11 июля 2014  |
| Полиция расследует исчезновение Мари Годфри. Питер пытается предотвратить убийство из своего сна, а Роман срывает злость на сотрудниках. Миранда случайно узнает тайну дома Романа Годфри. |            |                                                                         |                   |                   |               |
| 18 | 5          | «Толкователь снов Хемлока» «Hemlock Diego's Policy Player's Dream Book» | Санаа Хамри       | Чарлз Игли        | 11 июля 2014  |
| Роман обнаруживает содержание секретных экспериментов Прайса, в то время как Шелли ищет помощи у своего дяди Нормана. Тем временем Питер и Дестини приводят в действие дерзкий план спасения Линды, пока её переводят в тюрьму. |            |                                                                         |                   |                   |               |
| 19 | 6          | «Вещи, внушающие ужас» «Such Dire Stuff»                                | Питер Корнуэлл    | Ивэн Дански       | 11 июля 2014  |
| Прайс начинает лечение, чтобы Роман снова стал человеком, но у его помощника, доктора Железновой-Бурдуковской, другие планы. Шелли собирается вернуться домой, но вынуждена противостоять жестокому отцу её друга. |            |                                                                         |                   |                   |               |
| 20 | 7          | «Потерянное поколение» «Lost Generation»                                | Дэвид Стрейтон    | Дженнифер Хейли   | 11 июля 2014  |
| Шелли воссоединяется со своей семьей; Прайс решает использовать свой секретный эксперимент, Присциллу, чтобы Шелли смогла жить нормальной жизнью. Тем временем расследования Нормана смерти бывшей жены приводят его к открытию истинной природы Оливии. |            |                                                                         |                   |                   |               |
| 21 | 8          | «Единорог» «Unicorn»                                                    | Дэвид Петрарка    | Питер Блейк       | 11 июля 2014  |
| Процедура перемещения разума Шелли в тело Присциллы завершается успехом, и Шелли теперь готова умереть. По предложению Бурдуковской Оливия считает, что должна съесть Присциллу, чтобы вновь стать бессмертной. Тем временем Дестини использует свои силы, чтобы обнаружить план членов культа.                                                                           |            |                                                                         |                   |                   |               |
| 22 | 9          | «Тинтайп» «Tintypes»                                                    | Билли Джирхарт    | Дэвид Пол Фрэнсис | 11 июля 2014  |
| Узнав, что дочь Литы Надя является реальной целью культа, Питер и Роман сражаются, чтобы защитить её. Тем временем Оливия изменила свое мнение и решает прожить остаток своей смертной жизни вместе с Норманом и примиряется со своей семьей; однако она вновь меняет мнение, когда Норман угрожает ей, напомнив о её прошлых преступлениях.                              |            |                                                                         |                   |                   |               |
| 23 | 10         | «Демоны и Сириус» «Demons and the Dogstar»                              | Дэвид Стрейтон    | Чарлз Игли        | 11 июля 2014  |
| Члены культа мертвы, но Миранда пугается таинственных сил Нади и узнаёт, как и почему она оказалась в Хемлок Гроув. Пока Миранда думает о том, чтобы убить себя и младенца, Роман и Питер пытаются остановить её. Оливия, отвергнутая Норманом, даёт волю ярости в Белой башне.                                                                                           |            |                                                                         |                   |                   |               |

### Сезон 3 (2015)
| № общий | № в сезоне | Название                                                   | Режиссёр        | Автор сценария                                | Дата премьеры   |
| --- | ---------- | ---------------------------------------------------------- | --------------- | --------------------------------------------- | --------------- |
| 24 | 1          | «Место падения» «A Place to Fall»                          | Расселл Ли Файн | Дэвид Пол Фрэнсис                             | 23 октября 2015 |
| Исследование прошлого доктора Спивака помогает в поисках Нади и Миранды. Роман встречается лицом к лицу с таинственным незнакомцем. Андреас и Дестини обсуждают своё будущее. |            |                                                            |                 |                                               |                 |
| 25 | 2          | «Ледяные души» «Souls on Ice»                              | Коки Гедройц    | Трэвис Джексон и Надер Навиди                 | 23 октября 2015 |
| Энни раскрывает свой секрет Роману, когда они расследуют связь между двумя нападениями. Тем временем Оливия не может питаться, а Миранда борется за свою жизнь. |            |                                                            |                 |                                               |                 |
| 26 | 3          | «Дом в лесу» «The House in the Woods»                      | Дэвид Стрейтон  | Питер Блейк                                   | 23 октября 2015 |
| Прайс понимает природу существа и ищет его связь со Спиваком. Тем временем Роман погружается в обычаи упырей, а Питер спрашивает Андреаса насчёт ограбления. |            |                                                            |                 |                                               |                 |
| 27 | 4          | «Каждый монстр» «Every Beast»                              | Марк Джобст     | Эван Дунски                                   | 23 октября 2015 |
| У Питера и Андреаса проблемы из-за аферы: часть их людей убита. Они хотят отомстить, но попадают в ловушку. Дестини готовится к свадьбе. Шелли находит себе друзей на заброшенном заводе. Энни рассказывает Оливии, кто она на самом деле. Прайс говорит Оливии, что у нее растет опухоль-паразит, которую создал Спивак.                                                     |            |                                                            |                 |                                               |                 |
| 28 | 5          | «Мальчик в коробке» «Boy in the Box»                       | Дэвид Стрейтон  | Чарльз Х. Игли                                | 23 октября 2015 |
| Оливия пытается наладить отношения с Энни. Становятся известны некоторые детали личной жизни и прошлого Прайса. Питер и Роман не доверяют Очоа. Дестини очень переживает из-за исчезновения Андреаса. Шелли идет на свидание. |            |                                                            |                 |                                               |                 |
| 29 | 6          | «Кулон» «Pendant»                                          | Джон О’Ханлон   | Питер Блейк                                   | 23 октября 2015 |
| Дестини понимает, что со смертью Андреаса не всё так просто. Из-за болезни Оливии становится хуже. А Прайс продолжает разыскивать Спивака, ища следы в научных трудах. Шелли всё больше затягивает жизнь на заводе. Между Романом и Энни весьма непростые отношения. |            |                                                            |                 |                                               |                 |
| 30 | 7          | «Все святые» «Todo Santos»                                 | Джонатан Эмиел  | Эван Дунски                                   | 23 октября 2015 |
| Оливия хочет найти себе новое тело, в которое Прайс сможет перенести ее сознание. Энни приходит к Шелли и рассказывает, что они сестры. Один из сотрудников башни устраивает стрельбу и убивает совет директоров. Роман и Прайс узнают, что он был заражен Спиваком. Дестини продолжает выяснять, что же произошло с Андреасом, и приходит к Роману. Это плохо заканчивается. |            |                                                            |                 |                                               |                 |
| 31 | 8          | «Страшная ночь и червь Луны» «Dire Night on the Worm Moon» | Карл Тиббетс    | Трэвис Джексон и Надер Навиди                 | 23 октября 2015 |
| Оливия заставляет Прайса перенести её сознание в тело известного упыря-ученого. Питер пытается найти Дестини, вместе с Романом он пытает главаря хорватской мафии. Шелли рассказывает Прайсу о своем друге. Роман узнает, где Спивак прячет Надю и Миранду. |            |                                                            |                 |                                               |                 |
| 32 | 9          | «Дамаск» «Damascus»                                        | Расселл Ли Файн | Дэвид Пол Фрэнсис                             | 23 октября 2015 |
| Роман и Питер находят тело Миранды и ещё одно существо. Тем временем Прайс понимает, как можно убить Спивака. Шелли страдает из-за отъезда Эйтора, а Оливия хочет использовать её тело как временное. На Прайса нападает человек, в которого он переносил своё сознание. А Энни готовит оружие и рассказывает всё Питеру.                                                     |            |                                                            |                 |                                               |                 |
| 33 | 10         | «Песня Брайана» «Brian's Song»                             | Расселл Ли Файн | Чарльз Х. Игли, Лорна Осунсанми и Питер Блейк | 23 октября 2015 |
| Питер нападает на Романа, но не может убить его. Роман закапывает тело Питера, но тому помогают дух Дестини и волки. Он выбирается из-под земли. Энни приезжает к Оливии, и мать нападает на дочь. Питер обращается не в ту луну, чтобы убить Романа. Эйтор возвращается, и Шелли уезжает с ним и Надей.                                                                      |            |                                                            |                 |                                               |                 |